# 1633 (роман)
«1633» — роман в жанрі альтернативної історії, написаний у співавторстві американськими авторами Еріком Флінтом і Девідом Вебером, опублікований у 2002 році та є продовженням «1632» у серії «1632». «1633» — другий великий роман у серії, і разом із антологією «Вогняне кільце» ці два продовження починають ознаки серії: вони є спільним всесвітом із дуже поширеним спільним написанням, а також романом, який, що є ще більш незвичайним, поєднує багато канонічних антології своїми творами романної довжини. Це тому, що Флінт написав «1632» як окремий роман, хоч і з достатньою кількістю «сюжетних гачків» для можливого продовження, і тому, що Флінт відчуває, що «історія заплутана», а книги відображають, що реальне життя не є гладким, відшліфованим лінійним потоком наративу з-під пера якогось історика, а натомість є згустками напівпов'язаних або непов'язаних подій, які так чи інакше підсумовують те, як різні люди діють у своїх власних інтересах.

## Приміщення
Серія починається в сучасну епоху 31 травня 2000 року під час весілля в маленькому містечку, коли маленьке містечко Ґрантвілль у Західній Вірджинії міняється місцями як у часі, так і в географічному розташуванні з майже незаселеним сільським регіоном у межах Священної Римської імперії під час подій Тридцятилітньої війни.
Метою Флінта було дослідити короткострокові та довгострокові наслідки розміщення одного американського міста, з його сучасною культурою, технологіями та способами мислення, в певні періоди історії.
Місто обирає президентом харизматичного колишнього пробоксера Майка Стернза, і він швидко вирішує надати притулок тим, хто переміщений внаслідок постійних боїв, розгалужуватися та рости якнайшвидше, щоб розпочати Американську революцію «на 150 років раніш», і заснував «Нові Сполучені Штати». За допомогою кавалерійського загону Зеленого полку короля Швеції Густава Адольфа ґрантвіллери беруться захищати південну центральну Тюрінгію, і ведуть кілька битв, які переконали різні держави приєднатися до НСШ.
На початку 1632 року їхній неофіційний союз із Густавом і євреями, їхні виробничі можливості та поразки католицьких армій спонукають до серйозних і добре спланованих узгоджених зусиль для боротьби з «республіканським раком», що зростає в Тюрінгії, і сам Ґрантвіль зазнає нападу, навчаючи Стернза що йому потрібен захисник, щоб «виграти час», навіть якщо «передові» вирішили зберегти якомога більше технологій наскільки це можливо, їм потрібно «знизити» технологічну базу кінця дев'ятнадцятого століття, поки їх сучасне обладнання все ще працює.

## Короткий зміст сюжету
«1633» продовжується там, де зупинився «1632». Більшість роману детально описує різноманітні політичні махінації нових «Сполучених Штатів» і спроби кардинала Рішельє звести нанівець загрозу, яку представляє технологічна перевага, яку новітні прибульці надали Густаву Адольфу та його «Конфедерації князівств Європи». Рішельє повністю змінює зовнішню політику Франції та створює альянс, спрямований прямо проти ККЄ і Густава під назвою Ліга Остенде. Майк Стернз посилає емісарів шукати союзників, деякі з яких опиняються за лінією ворога, оскільки вони вже належать до таємної Ліги Остенде, яка оголошує про свою присутність у Битві чотирьох флотів. Нідерландська республіка ледь не падає, а емісар Стернса добровільно залишається, потрапивши в пастку під час облоги Амстердама.
У цей момент новостворена хронологія починає сильно розходитися з реальною історією XVII століття, не в малу частину тому, що новини про місто з майбутнього принесли шпигунів і емісарів, а чимала кількість енциклопедій і підручників історії знайшли своє місце. шлях до європейських судів. Однією з тем серіалу є те, як лідери, які перестали працювати, намагаються змінити, пришвидшити або зупинити свою історію, тоді як дії звичайних громадян, які займаються своїми повсякденними справами, і лідерів Ґрантвіля спричиняють більш фундаментальні суспільні та політичні зміни.

## Суміш методології
У серії головні романи розповідають про більшість міжнародно значущих подій, але персонажі, які виконують дію, дуже ймовірно, були представлені в одному з коротких оповідань, які створюють глибоке підґрунтя і формують тло для всеохоплюючих сюжетних ліній. Флінт неодноразово заявляв, що «історія безладна», але не є матеріалом лінійного наративу, прибраним, класифікованим і записаним до підручника історії, і що він хотів передати певне відчуття того, як індивідуальні дії в ім'я власних інтересів насправді формують суть історії, а не ідеалізованого супермена, який контролює газ і кермо в серці мінливих подій.
Значною мірою короткі оповідання є фундаментальними для головних романів серії, представляючи персонажів і розвиток подій, які згодом знову з'являться у довших творах. Значна частина оповідань у «Вогняному кільці» була написана до цього твору, і події в цьому романі співвіднесені з оповіданнями в тому сенсі, що в багатьох випадках вони щонайменше охоплюють події та персоналії, згадані в ньому, більше того, в антології немає жодного оповідання, яке б відбувалося після початку цієї книги, всі вони випереджають її експозицію.
Одне оповідання, «На флоті» Вебера, є прямим приквелом до основного елементу сюжету цієї книги та прямого продовження її сюжетних ниток «1634: Балтійська війна».

## Відгуки
Publishers Weekly дав позитивну рецензію та похвалив авторів: Флінта «за те, що вони показав, як новонавернені можуть викликати дискомфорт навіть у „старих американців“ у їхньому прагненні отримати благословення „життя, свободи та прагнення до щастя“» тоді як Вебер «допомагає згладити персонажів, які були стереотипами в першій книзі».
Booklist Booklist дав здебільшого позитивну рецензію, зазначивши, що «якщо для одних це займе забагато сторінок, інші перегорнуть кожну і плакатимуть про більше, що автори і мають намір зробити».
Рецензент журналу School Library Journal написав, що книга «чисто написана, з величезною кількістю цікавих персонажів… з постійною дією і натяком на небезпеку».
Library Journal дав позитивну рецензію, зазначивши, що автори «виводять історичні міркування на новий рівень у казці, яка поєднує точні історичні дослідження зі сміливими стрибками уяви».
«1633» входив до списку бестселерів журнали Locus у твердій обкладинці протягом трьох місяців поспіль протягом 2002 року, очолюючи номер 2, а також пізніше у списку бестселерів у м'якій обкладинці за один місяць у 2003 році за адресою номер 1.

## Деталі випуску
- Версія електронної книги /CDROM (червень 2002) Baen DOI: 0743435427
- 2002, США, Baen Books (ISBN 0-7434-3542-7), дата публікації серпень 2002, тверда палітурка (перше видання)
- 2003, США, Baen Books (ISBN 0-7434-7155-5), липень 2003, м'яка обкладинка